# Лапидус, Морис
Морис Лапидус (англ. Morris Lapidus; 25 ноября 1902, Одесса — 18 января 2001, Майами-Бич) — американский архитектор.

## Биография
Морис Лапидус родился в Одессе, в ортодоксальной еврейской семье. Его родители — Леон Лапидус и Ева Шерман — бежали от погромов и перебрались в США, когда он был ребёнком. Окончил архитектурный факультет Колумбийского университета. После учёбы в университете Морис Лапидус работал около двадцати лет в сфере дизайна интерьера.
В 1940-х годах он переехал в Майами, где осуществил свои первые проекты Сан Суси, Наутилус, Ди Лидо (1959), Билтмор Террас, Алжир, Сикост тауэр ист (1961). Его проекты имели большой успех и, как отмечают многие, изменили облик города-курорта. В 1954 году он проектирует один из самых роскошных отелей в городе — Фонтенбло отель, после этого не менее успешные проекты Эден Рок (1956) и Америка (ныне называется Шератон Бел Харбор). Известна его работа по преобразованию Линкольн-роуд в пешеходную улицу.
Сын, Алан Лапидус, также архитектор, работал с отцом около 18 лет. В США учрежден международный конкурс в честь М. Лапидуса для студентов-архитекторов.
С именем М. Лапидуса в американской архитектуре связывают стиль необарокко, распространенный в архитектуре гостиничных комплексов Майами-Бич в 50-е годы двадцатого столетия. Вместе с тем проекты архитектора сопровождались определенной долей критики, его обвиняли в смешении стилей, необычном сочетании классики и модернизма.

## Проекты
- Whitman (Co-op apartments)75 Henry St., Brooklyn, NY 1968
- Универмаг Мартин (Martin’s Department Store), Бруклин, Нью-Йорк, США (New York City), 1944
- Магазин одежды Бонд (Bond Clothing Stores flagship store), 372 Пятая авеню, Нью-Йорк, США (New York City), 1948
- Гостиница Санс Суси (Sans Souci Hotel), Майами-Бич (Miami Beach), Флорида, 1950
- Гостиница Наутилус (Nautilus), Майами-Бич (Miami Beach), Флорида, США, 1952
- Гостиница Билтмор Террас (Biltmore Terrace), Майами-Бич (Miami Beach), Флорида, США, 1953
- Гостиница Алжирс (Algiers), Майами-Бич (Miami Beach), Флорида, США, 1953
- Гостиница Фонтебло (Fontainebleau Hotel), Майами-Бич (Miami Beach), Флорида, США, 1954
- Гостиница Эден Рок (Eden Roc Hotel), Майами-Бич (Miami Beach), Флорида, США, 1955
- Deauville Resort, Miami Beach, 1950’s
- Shelbourne Hotel, Miami Beach, 1957
- Гостиница Шелборн (Shelbourne Hotel), Майами-Бич (Miami Beach), Флорида, США, 1957
- Гостиница Ди Лидо (Di Lido), Майами-Бич (Miami Beach), Флорида, США, 1959
- Гостиница Голден Трайангл Мотор (Golden Triangle Motor Hotel), Норфолк, Виргиния, США (Norfolk, Virginia), 1959-60
- Пешеходный ансамбль Линкольн Роуд (Lincoln Road), Майами-Бич (Miami Beach), Флорида, США, 1960
- Гостиница Шератон Мотор Инн (Sheraton Motor Inn), Нью-Йорк, США (New York City), 1960
- Синагога Конгрегэйшн Шааре Зайон (Congregation Shaare Zion), Бруклин, Нью-Йорк, США (New York City), 1960
- Мотель Ричмонд (Richmond Motel), Ричмонд, Виргиния (Richmond, Virginia), США, 1961
- Гостиница Сикост тауэр ист (Sea Cost Tower East), Майами-Бич (Miami Beach), Флорида,США, 1961
- Гостиница Интернэйшнл Инн (International Inn) теперь Вашингтон Плаза Отель (Washington Plaza Hotel), Вашингтон, США (Washington, D.C.), 1962
- 1800 G Street NW, Washington, D.C., 1962
- Трамп-Виллидж, 1963-1964
- 1100 L Street NW, Washington, D.C., 1967
- 1425 K Street NW, Washington, D.C., 1970 since remodeled
- Гостиница Портман Сквер Отель (Portman Square Hotel), Лондон, Англия (London, England, United Kingdom), 1967
- TSS Mardi Gras, 1975
- TSS Carnival, 1975
- Вокзал Carnival Cruise Lines (Carnival Cruise Lines Terminal Building), Майями (Port of Miami) Флорида, США (Dodge Island, Miami, Florida), 1975
- International Inn, Washington, D.C., 1975
- Гостиница Интернэйшнл Инн (International Inn), Вашингтон, США (Washington, D.C.), 1975
- Гостиница Капитол Скайлайн (Capitol Skyline Hotel), Вашингтон, США (Washington, D.C.), 1962
- Жилой комплекс Лосан (Lausanne Apartments), Неаполь, Флорида, США (Naples, Florida), 1978
- Grandview at Emerald Hills, Hollywood, Florida, 1981

## Фотогалерея
- Фонтенбло отель (1954)
- Ансамбль пешеходной Линкольн-роуд (1960)
- Здание Carnival cruise lines (1975)